# Liste der Gemeinden im Landkreis Roth

Karte des Landkreises Roth

Die Liste der Gemeinden im Landkreis Roth gibt einen Überblick über die Verwaltungseinheiten des Landkreises. Es gibt 16 politische Gemeinden, von denen alle eine eigene Verwaltung haben. Verwaltungsgemeinschaften gibt es derzeit keine.

## Legende
- Verwaltungseinheit: Name der Gemeinde und Angabe der Gemeindeart: Gemeinde (–), Markt (M), Stadt (St) oder Name der Verwaltungsgemeinschaft (VG). Einheitsgemeinden wie auch Verwaltungsgemeinschaften sind fett gedruckt
- Wappen: Wappen der Gemeinde
- GT: Gemeindeteile der Gemeinde. Der Wiki-Link ist mit der Gemeindegliederung der jeweiligen Gemeinde verknüpft.
- VG: Zeigt ggf. an, ob eine Gemeinde zu einer Verwaltungsgemeinschaft gehört
- Karte: Zeigt die Lage der Gemeinde im Landkreis
- Fläche: Fläche der Stadt beziehungsweise Gemeinde, angegeben in Quadratkilometer
- Einwohner: Zahl der Menschen, die in der Gemeinde beziehungsweise Stadt leben (Stand: 31. Dezember 2023[1])
- EW-Dichte: Angegeben ist die Einwohnerdichte, gerechnet auf die Fläche der Verwaltungseinheit, angegeben in Einwohner pro km2 (Stand: 31. Dezember 2023[2])
- Statistik: Link zur kommunalen Statistik des Bayerischen Landesamts für Statistik
- Website: Website der Gemeinde bzw. der Verwaltungsgemeinschaft

## Gemeinden
| Verwaltungseinheit | Wappen                             | GT | Karte                                              | Fläche in km²   | Einwohner      | Einwohner je km² | Statistik | Website |
| ------------------ | ---------------------------------- | -- | -------------------------------------------------- | --------------- | -------------- | ---------------- | --------- | ------- |
| Landkreis Roth     | Wappen des Landkreises Roth        |    | Der Landkreis Roth                                 | 895,39          | 129595         | 145              | [ 3 ]     | [ 4 ]   |
| Abenberg, St       | Wappen der Gemeinde Abenberg       | 14 | Lage der Gemeinde Abenberg im Landkreis Roth       | 48,41 (5.4 %)   | 5614 (4.3 %)   | 116              | [ 5 ]     | [ 6 ]   |
| Allersberg, M      | Wappen der Gemeinde Allersberg     | 26 | Lage der Gemeinde Allersberg im Landkreis Roth     | 59,72 (6.7 %)   | 8492 (6.6 %)   | 142              | [ 7 ]     | [ 8 ]   |
| Büchenbach         | Wappen der Gemeinde Büchenbach     | 13 | Lage der Gemeinde Büchenbach im Landkreis Roth     | 30,78 (3.4 %)   | 5429 (4.2 %)   | 176              | [ 9 ]     | [ 10 ]  |
| Georgensgmünd      | Wappen der Gemeinde Georgensgmünd  | 13 | Lage der Gemeinde Georgensgmünd im Landkreis Roth  | 46,94 (5.2 %)   | 6944 (5.4 %)   | 148              | [ 11 ]    | [ 12 ]  |
| Greding, St        | Wappen der Gemeinde Greding        | 31 | Lage der Gemeinde Greding im Landkreis Roth        | 103,75 (11.6 %) | 7309 (5.6 %)   | 70               | [ 13 ]    | [ 14 ]  |
| Heideck, St        | Wappen der Gemeinde Heideck        | 17 | Lage der Gemeinde Heideck im Landkreis Roth        | 58,64 (6.5 %)   | 4688 (3.6 %)   | 80               | [ 15 ]    | [ 16 ]  |
| Hilpoltstein, St   | Wappen der Gemeinde Hilpoltstein   | 49 | Lage der Gemeinde Hilpoltstein im Landkreis Roth   | 89,71 (10 %)    | 13953 (10.8 %) | 156              | [ 17 ]    | [ 18 ]  |
| Kammerstein        | Wappen der Gemeinde Kammerstein    | 16 | Lage der Gemeinde Kammerstein im Landkreis Roth    | 37,11 (4.1 %)   | 3071 (2.4 %)   | 83               | [ 19 ]    | [ 20 ]  |
| Rednitzhembach     | Wappen der Gemeinde Rednitzhembach | 8  | Lage der Gemeinde Rednitzhembach im Landkreis Roth | 13,02 (1.5 %)   | 7136 (5.5 %)   | 548              | [ 21 ]    | [ 22 ]  |
| Rohr               | Wappen der Gemeinde Rohr           | 16 | Lage der Gemeinde Rohr im Landkreis Roth           | 46,49 (5.2 %)   | 3789 (2.9 %)   | 82               | [ 23 ]    | [ 24 ]  |
| Roth, St           | Wappen der Gemeinde Roth           | 30 | Lage der Gemeinde Roth im Landkreis Roth           | 96,35 (10.8 %)  | 25405 (19.6 %) | 264              | [ 25 ]    | [ 26 ]  |
| Röttenbach         | Wappen der Gemeinde Röttenbach     | 5  | Lage der Gemeinde Röttenbach im Landkreis Roth     | 21,66 (2.4 %)   | 3503 (2.7 %)   | 162              | [ 27 ]    | [ 28 ]  |
| Schwanstetten, M   | Wappen der Gemeinde Schwanstetten  | 7  | Lage der Gemeinde Schwanstetten im Landkreis Roth  | 32,39 (3.6 %)   | 7310 (5.6 %)   | 226              | [ 29 ]    | [ 30 ]  |
| Spalt, St          | Wappen der Gemeinde Spalt          | 28 | Lage der Gemeinde Spalt im Landkreis Roth          | 55,72 (6.2 %)   | 5272 (4.1 %)   | 95               | [ 31 ]    | [ 32 ]  |
| Thalmässing, M     | Wappen der Gemeinde Thalmässing    | 38 | Lage der Gemeinde Thalmässing im Landkreis Roth    | 80,55 (9 %)     | 5433 (4.2 %)   | 67               | [ 33 ]    | [ 34 ]  |
| Wendelstein, M     | Wappen der Gemeinde Wendelstein    | 13 | Lage der Gemeinde Wendelstein im Landkreis Roth    | 50,92 (5.7 %)   | 16247 (12.5 %) | 319              | [ 35 ]    | [ 36 ]  |